# Donne amazzoni sulla Luna
Donne amazzoni sulla Luna (Amazon Women on the Moon) è un film commedia statunitense del 1987. La pellicola si presenta come la parodia dell'esperienza di guardare un film di serie B sulla televisione a tarda notte.

## Trama
L'emittente televisiva fittizia WIDB-TV (canale 8) ha problemi con la messa in onda a tarda notte del classico di fantascienza Donne amazzoni sulla Luna, un film di serie B del 1950 in cui la regina Lara (Sybil Danning) e il capitano Nelson (Steve Forrest) fronteggiano vulcani che esplodono e ragni mangia-uomini sulla Luna.
In attesa che il film riprenda, l'immaginario spettatore inizia a fare zapping (simulato da esplosioni di rumore bianco) sui canali della TV via cavo a tarda notte, con i vari segmenti e sketch del film che rappresentano la programmazione trovata sui diversi canali. Lo spettatore ritorna a intermittenza sul canale 8, dove Donne amazzoni sulla Luna continua a venir trasmesso seppur con svariate interruzioni.

## Produzione
Il film, con un grande cast corale che include apparizioni cameo di star del cinema e della televisione e anche di attori non professionisti, è stato scritto da Michael Barrie e Jim Mulholland, ed è composto da una compilation di 21 sketch comici diretti da cinque diversi registi: Joe Dante, Carl Gottlieb, Peter Horton, John Landis e Robert K. Weiss.